# Semapa
Semapa — португальский конгломерат, в основном работающий в целлюлозно-бумажном секторе, в производстве цемента и в управлении отходами.

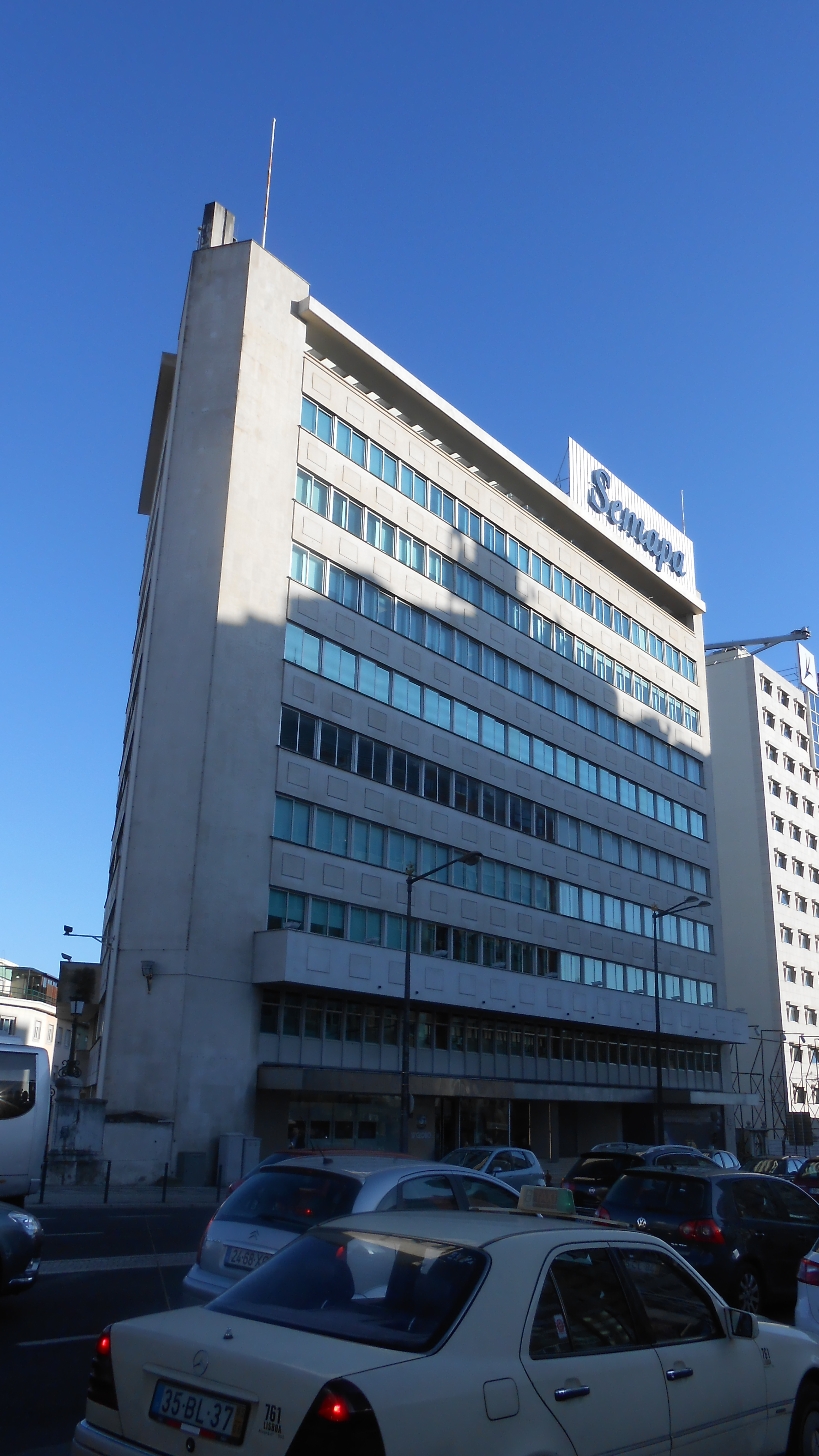
Административное здание компании Semapa на Авенида Фонтеш Перейра де Мелу, в Лиссабоне

Компания основана в 1991 году и имеет три дочерних предприятия: The Navigator Company (ранее Portucel), крупнейший в Европе производитель отбеленной крафтовой бумаги из эвкалипта; Secil (порт., Secil – Companhia Geral de Cal e Cimento, S.A.), производящее цемент и другие производные; и ETSA, занимающееся управлением отходами и продуктами животного происхождения.
Акции компании торгуются на бирже Euronext Lisbon, входят в португальский биржевой индекс PSI-20, в котором занимают 0,11 % от суммарной капитализации компаний индекса.

## Компании группы
- The Navigator Company (бывший Portucel) — 69,4 % компании
- Secil — 100 % принадлежит компании
- ETSA — 100 % принадлежит компании

## Структура собственников
- 19,94 % — Credit Suisse
- 17,55 % — Longapar
- 15,92 % — Sodim
- 11,92 % — Cimo — Gestão de Participações
- 10,15 % — Banco Português de Investimento[англ.]
- 8,20 % — Bestinver Gestion
- 5,23 % — ESFG
- 2,31 % — Seminv — Investimentos
- 2,14 % — AXA Rosenberg Group
- 1,38 % — Sonaca — Sociedade Nacional de Canalizações
- 0,19 % — Morgan Stanley
- 5,70 % — в свободном обращении